# Batalha de Baidoa
Batalha de Baidoa teve inicio em 20 de dezembro de 2006, quando as forças do Governo Federal de Transição da Somália, aliadas às forças etíopes estacionadas no país, atacaram as forças da União dos Tribunais Islâmicos (UTI) além de 500 supostos soldados eritreus e mujahideen.
A batalha começou com a maioria dos relatos descrevendo as forças do governo desertando e suas posições à beira do colapso. O Governo Federal de Transição, juntamente com seus aliados da Aliança do Vale do Juba, estiveram em retirada desde as ofensivas de junho da União dos Tribunais Islâmicos. No inicio da batalha, em dezembro, Baidoa foi sitiada por ataques em pelo menos três direções.
Intensos reforços etíopes mudaram rapidamente a batalha na qual o Governo Federal de Transição estava na defensiva, para uma série eficiente de contra-ataques, até uma vitória decisiva das forças da Etiópia e do Governo Federal de Transição. A blindagem etíope, a artilharia e as forças aéreas se mostraram instrumentais contra o exército baseado em milícias da União dos Tribunais Islâmicos.

## Prelúdio
Em 26 de novembro de 2006, no dia seguinte às forças etíopes dispararem mísseis contra Bandiradley, um caminhão etíope foi emboscado e explodiu em um comboio a 5 km do campo de treinamento militar de Minaas, a 35 km de Baidoa. A explosão teria sido causada por uma bomba controlada remotamente. Mohamed Ibrahim Bilaal, importante membro da União dos Tribunais Islâmicos, disse que cerca de vinte etíopes morreram na explosão. Após a explosão, teria havido uma breve troca de tiros com os milicianos islamistas. As Nações Unidas condenaram o incidente, dizendo que o aumento de armamentos na Somália era uma violação do embargo de armas. O Governo Federal de Transição alegou que o incidente nunca aconteceu.
Um microônibus, que servia transportando pessoas entre Mogadíscio e Baidoa, explodiu em Bakin, nas proximidades de Baidoa, em 30 de novembro.
Em 3 de dezembro, sessenta milicianos islamistas se renderam às forças do Governo Federal de Transição em Baidoa, juntamente com seus technicals, por estarem insatisfeitos com as políticas extremistas surgidas dentro da União dos Tribunais Islâmicos. 
Em 6 de dezembro, o Conselho de Segurança das Nações Unidas aprovou um destacamento de forças de manutenção da paz isentas do embargo de armas para proteger Baidoa. Etiópia, Quênia e Djibouti foram impedidos de participar da operação de manutenção da paz, ficando a cargo de Uganda, Tanzânia e Eritreia, principalmente Uganda.
Em 8 de dezembro, o Governo Federal de Transição apoiado por tropas etíopes atacou as milícias da União dos Tribunais Islâmicos na cidade de Dinsoor, 110 km a sudoeste de Baidoa, desencadeando combates pesados. O Comitê Internacional da Cruz Vermelha relatou que o ataque aconteceu em meio a graves inundações, enquanto milhares de civis tentavam escapar das enchentes. 
Em 13 de dezembro de 2006 o assentamento de Ufurow, a 90 km da capital do governo interino, Baidoa, capitulou à União dos Tribunais Islâmicos sem luta. As milícias islamistas estariam a 20 km de Baidoa, perto de Buurhakaba. 

## Linha do tempo

### 20 de dezembro
Houve um tiroteio pesado entre as tropas do governo somali e os islamistas a 25 km (16 milhas) a sudeste de Baidoa, onde os islamistas alegaram ter tomado a base militar governista em Daynuunay. O conflito depois disso deslocou-se para o norte, para o reduto islamista em Moode Moode. Armas pesadas, incluindo artilharia, roquetes e morteiros estavam envolvidas. As reivindicações iniciais de baixas nesta área foram de pelo menos dez milicianos mortos da União dos Tribunais Islâmicos e quarenta soldados governistas feridos. As reivindicações posteriores de vítimas pelo Governo Federal de Transição foram 71 soldados islamistas mortos e 221 feridos, incluindo dois combatentes estrangeiros mortos. O Governo Federal de Transição afirmou que suas próprias baixas foram três mortos e sete feridos, enquanto a União dos Tribunais Islâmicos afirmou ter matado sete soldados do governo.
Os combates foram relatados em muitas frentes ao redor da capital no vilarejo de Iidale (55 km ao sul de Baidoa), Buulo Jadid (23 km ao norte de Baidoa, também conhecido como Bullo Jadid) e Manaas (30 km a sudoeste de Baidoa). Uma baixa governista e vários civis feridos foram relatados em Iidale. Um relatório posterior aumentou as baixas para três soldados mortos e dois feridos. Treze caminhões repletos de reforços etíopes estariam a caminho da batalha. 
A AFP citou que o Governo Federal de Transição afirmou que o ataque a Iidale foi liderado por Abu Taha al-Sudan, que é "procurado por Washington por realizar ataques contra suas embaixadas no leste da África em 1998 e contra um hotel de propriedade israelense no Quênia em 2002."
Esta reportagem aumentou para doze o número de mortos no duelo de artilharia em Iidale e acrescentou que o governo capturou trinta "veículos armados" (presumivelmente technicals). Também contradiz a queda de Daynuunay para a União dos Tribunais Islâmicos: "'A batalha é tão feroz, mas as forças do governo ainda estão controlando Daynuunay', disse Issak Adan Mursaley, um residente em Deynunay."
Enquanto isso, uma comissão de mediação da paz da UE liderada por Louis Michel desembarcou em Baidoa e depois em Mogadíscio para se encontrar, respectivamente, com os representantes do Governo Federal de Transição e da União dos Tribunais Islâmicos.  As discussões renderam o acordo para uma reunião em Cartum, Sudão, em uma data futura não especificada. 
Em Dadaab, Quênia, a Vice-Alto Comissário da ONU para Refugiados, Wendy Chamberlin, disse que os campos contavam com 34.000 refugiados que fugiram dos combates e das enchentes na Somália, mas esse número deve crescer para 80.000 caso os combates continuarem. O Programa Mundial de Alimentos (PMA) tentava fornecer ajuda, mas as enchentes e a lama dificultaram o transporte terrestre.  Sheikh Mohamed Ibrahim Bilal, falando pela União dos Tribunais Islâmicos, afirmou que combates estavam acontecendo em Iidale e Buulo Jadid, dizendo que eles capturaram dois technicals, mataram nove soldados e fizeram prisioneiros.

### 21 de dezembro
Nesse dia, o presidente de Puntland Adde Muse afirmou que as baixas entre os islamistas foram pesadas nos combates em torno de Baidoa, deixando 75 mortos e 125 feridos, juntamente com a perda de 30 veículos queimados ou capturados.
Os combates em Iidale e Daynuunay teriam começado na manhã anterior e continuado no dia seguinte. O fim dos confrontos não parecia iminente, pois ambos os lados continuaram a reunir reforços. As estimativas das baixas eram indisponíveis, mas esperava-se que os números chegassem às centenas facilmente. Foram refutadas a reivindicação de vitória da União dos Tribunais Islâmicos e o governo estaria novamente em posse de Iidale e havia matado combatentes estrangeiros. O governo também capturou dezenas de estudantes islâmicos que pegaram em armas, em quantidade suficiente para encher três caminhões. 
Relatos incompletos, não atribuídos e não confirmados afirmavam que Baidoa estava à "beira do colapso" e colocavam as chances dos combatentes na batalha em dez para um a favor dos islamistas. Segundo informações não confirmadas, a União dos Tribunais Islâmicos estaria recebendo "armamento de alta tecnologia, treinadores e até combatentes de muitos países muçulmanos e da Eritreia". 

### 22 de dezembro
Nesse dia, o Governo Federal de Transição refutou as afirmações de colapso quando afirmou ter infligido 700 baixas entre os islamistas. A União dos Tribunais Islâmicos, por sua vez, afirmou ter matado mais de 200 soldados governistas.
O Governo Federal de Transição declarou que estava avançando; com tropas governistas alocadas em Safar Noles, nas proximidades de Dinsoor.
Quase vinte tanques etíopes foram avistados indo em direção à linha de frente. De acordo com fontes governamentais, a Etiópia possuía vinte tanques T-55 e quatro helicópteros de ataque em Baidoa. Os tanques teriam se dividido em dois grupos rumo aos combates em Daynuunay e Iidale. A Etiópia teria até cinquenta tanques e outros veículos blindados no país. 
As baixas civis foram relatadas como dezenas de mortos e mais de 200 feridos. 
Ao norte, em Mudug, 500 soldados etíopes com oito tanques e trinta picapes com armas antiaéreas instaladas dirigiam-se a Bandiradley, um reduto das cortes islâmicas no centro da Somália, segundo testemunhas e oficiais islamistas. O Conselho de Tribunais Islâmicos disse que enviaria tropas terrestres para o ataque, em vez de lutar à distância com armas pesadas vinha fazendo até então. "Nossas tropas não começaram a atacar. A partir de amanhã o ataque começará", disse Ibrahim Shukri Abuu-Zeynab, um porta-voz das cortes islâmicas.
Um comunicado de imprensa do Governo Federal de Transição afirmou que uma unidade de 500 soldados eritreus com artilharia e outras armas pesadas reforçaram Burhakaba. Também declarou que as tropas governistas destruíram com sucesso uma força islamista em Dinsoor, matando todos os comandantes, forçando os demais a se renderem e resultando em cinco combatentes estrangeiros cometendo suicídio para não serem capturados.
Dezenove corpos de combatentes islamistas foram encontrados em Moode Moode por um fotógrafo da Associated Press. Relatos de que a União dos Tribunais Islâmicos estaria forçando as pessoas a lutar em Baidoa são reivindicados por um combatente islamista capturado.
O líder do Conselho de Tribunais Islâmicos disse que a Somália estava em "estado de guerra" com o Governo Federal de Transição e a Etiópia. 

### 23 de dezembro
Os combates prosseguiram dentro e ao redor de Baidoa, especialmente em Iidale e Dinsoor; aproximadamente 60 e 120 quilômetros ao sul de Baidoa, respectivamente. Iidale teria sido capturado pelos islamistas.
O ministro da Informação do Governo Federal de Transição, Ali Jama, citou que "O total combinado de duas frentes é de mais de 500 islamistas mortos desde quarta-feira". Posteriormente, relatou que a maioria dos mortos eram crianças enviadas pela União dos Tribunais Islâmicos para lutar nas frentes leste e sul de Baidoa.
A União dos Tribunais Islâmicos prometeu guerra total contra o governo de transição apoiado pela Etiópia, com o comandante islâmico Hassan Bullow afirmando que "Esta guerra é uma obrigação religiosa e estamos aqui para lutar por nossa religião contra os inimigos até morrermos". As autoridades islamistas desprezaram a União Africana e a Liga Árabe por não fazerem nada, dizendo "O mundo está em silêncio hoje enquanto as forças etíopes estão nos matando dentro de nosso país, mas amanhã, quando os derrotarmos e os perseguirmos, as coisas mudarão, entraremos em seus territórios e nesse momento o mundo gritará". Combatentes islamistas foram avistados avançando em direção a Daynunay, a base militar avançada do governo a cerca de 20 km a sudeste de sua base cercada em Baidoa.
Os islamistas, pela primeira vez, apelaram aos combatentes internacionais para se unirem à sua causa, declarando "Estamos dizendo que nosso país está aberto aos muçulmanos em todo o mundo. Deixe-os lutar na Somália e travar a jihad, e se Deus quiser, atacar Addis Abeba". 
O chefe de defesa da União dos Tribunais Islâmicos, Sheik Yusuf Mohammed Siad Indho-adde, fez um apelo mundial para que os jihadistas viessem à Somália e alegou que os islamistas haviam tomado Tiyoglow, na província de Bakol. Jornalistas independentes também informaram que Iidale havia sido tomada pela União dos Tribunais Islâmicos, onde foram mostrados corpos de tropas etíopes. O Governo Federal de Transição negou as alegações como "propaganda barata".
O Comitê Internacional da Cruz Vermelha expressou sua preocupação com os envolvidos no conflito, citando o número de 200 combatentes feridos sendo levados para hospitais de ambos os lados.

### 24 de dezembro
O islamista Abdulahi Gedow, comandante das forças em Burhakaba, afirmou ter tomado Gasarta, a menos de 12 km ao sul de Baidoa. Isso seria um avanço de 10 km ao norte de Daynunay (que fica a 22 km a sudeste de Baidoa). Os islamistas afirmaram que cinco tanques etíopes foram destruídos. 
O ministro da Defesa do Governo Federal de Transição, Barre Shire Hirale, afirmou ter retomado Iidale após um confronto no qual mais de 100 pessoas morreram. 
Os ataques aéreos etíopes atingiram alvos em toda a Somália, incluindo Dinsoor e Burhakaba na região de Bay, como parte da contraofensiva na batalha. Ao norte, Bandiradley em Mudug e Beledweyne em Hiiran também foram atingidos.
O vice-ministro da Defesa do Governo Federal de Transição, Salad Ali Jele, afirmou que as forças do governo avançaram a três quilômetros de Burhakaba e estavam prestes a reconquistar a cidade.

### 25 de dezembro
Ataques aéreos etíopes atingiram os aeroportos de Mogadíscio e Bali-Dogle, este último fica a 115 km a noroeste de Mogadíscio, no distrito de Wanlaweyne, a meio caminho entre a capital e as linhas de frente em Burhakaba. 
As forças etíopes teriam capturado Beledweyne e Buuloburde em Hiran, com relatos não confirmados de que "centenas de tanques etíopes" estavam se movendo ao longo da estrada em direção a Jowhar. Isso representava uma ameaça de um grande flanqueamento das posições islamistas em Tiyoglow e Burhakaba, atacando em direção à área de Shabeellaha Dhexe. As forças etíopes estavam acompanhadas pelo senhor da guerra somali Mohamed Omar Habeb 'Mohamed Dhere', que desejava restabelecer seu controle sobre Jowhar. 
As forças etíopes também teriam cercado Dinsoor e Burhakaba. Os combates haviam avançado perto de Dinsoor para Rama-Addey. O Governo Federal de Transição afirmou que estava a poucos quilômetros de capturar Burhakaba. 
Os islamistas sob o comando do veterano do Afeganistão, Adan Ayrow, impuseram forte resistência.  No entanto, no final do dia, houve relatos de combates dentro da própria Dinsoor e a cidade foi capturada pelos etíopes. 

### 26 de dezembro
As forças da União dos Tribunais Islâmicos teriam abandonado suas posições em Burhakaba e Dinsoor após dias de combates pesados, deixando para trás várias de armas pesadas e outros equipamentos militares. Testemunhas relataram que os combatentes islamistas estavam se retirando da Batalha de Baidoa em várias frentes e voltando para Mogadíscio em comboios.  O conselheiro islâmico Mohamoud Ibrahim Suley confirmou a retirada. Também foi relatado que as tropas se retiraram para Daynuunay. As tropas etíopes chegaram a Burhakaba depois que os islamistas a desocuparam.  Um porta-voz do governo etíope também confirmou que as tropas etíopes também chegaram a Dinsoor sem oposição. Apesar disso, milicianos locais foram vistos por testemunhas roubando caixas de comida e remédios, dificultando ainda mais qualquer esforço humanitário. Os ataques aéreos também continuaram, desta vez em Leego, a leste de Burhakaba. Três pessoas foram mortas no espaço de trinta minutos.